# Isidora Goyenechea
Isidora Goyenechea Gallo (2 de enero de 1835. Copiapó -París, 1897) fue una empresaria chilena, dueña de la Compañía Explotadora de Lota y Coronel, una gran minería del carbón, poseedora de una cuantiosa fortuna —la mayor del mundo en manos de una mujer hacia fines del siglo XIX, según importantes periódicos como el estadounidense The New York Times o el francés Le Figaro—, que incluía las minas de carbón de Lota y un palacete en la ciudad. 

## Biografía

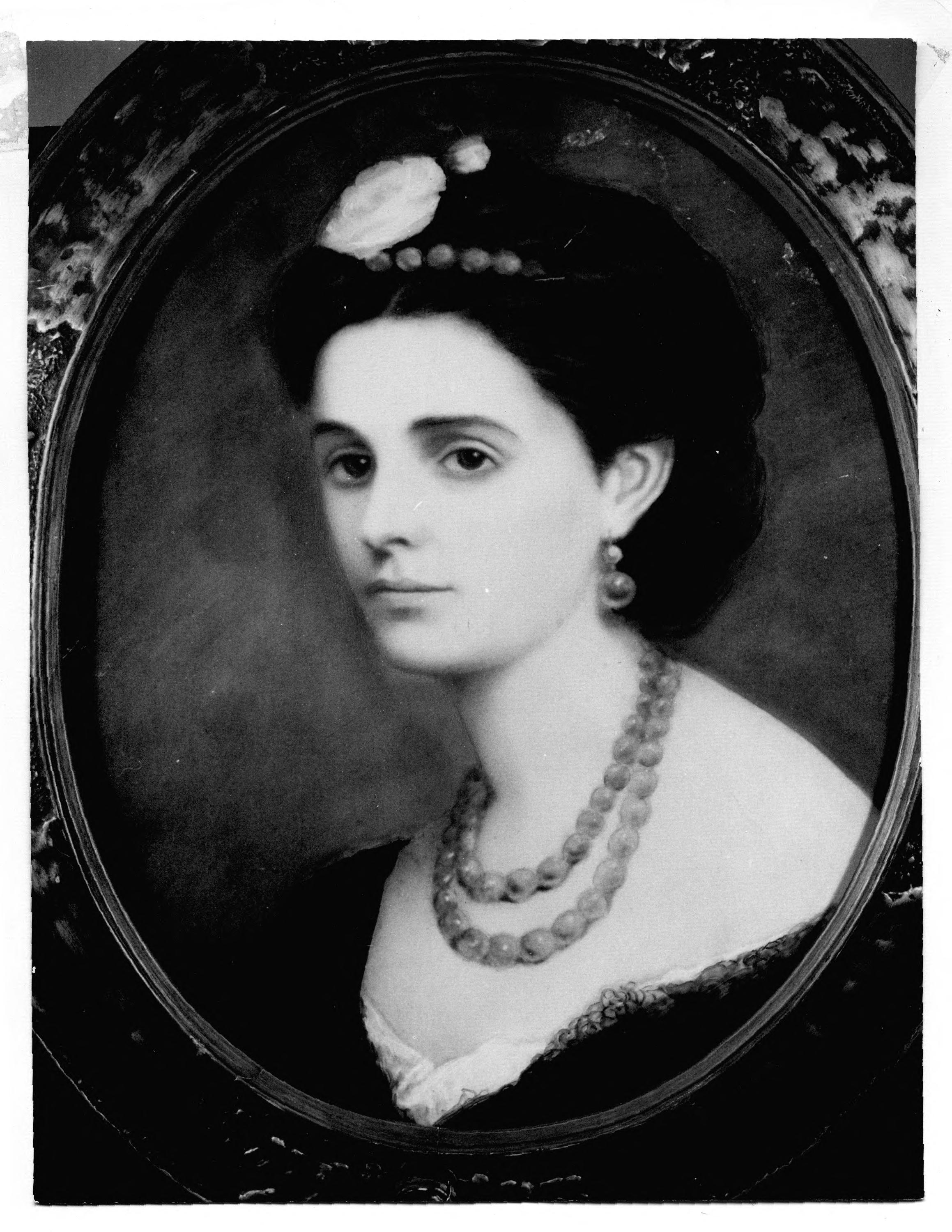
Retrato de Isidora Goyenechea en su juventud

Hija de Ramón Ignacio Goyenechea de la Sierra y de María de la Luz Gallo Zavala, tuvo un solo hermano, Eleuterio. Después de enviudar, su madre contrajo matrimonio en 1841 con Matías Cousiño, socio del difunto esposo, quien compró el yacimiento carbonífero de Lota y se instaló en esa ciudad junto con su nueva familia.
Su infancia se desarrolló junto a su hermano Eleuterio y a su hermanastro político, Luis Cousiño, hijo del primer matrimonio de su padrastro. Ambos se enamoraron y al no haber lazos consanguíneos contrajeron matrimonio en 1855; tuvieron ocho hijos: Alfredo (fallecido a corta edad), Luis Alberto, Carlos Roberto, Luis Arturo, Adriana, Loreto y María Luz.
Después de la muerte de Matías Cousiño en 1863, la industria del carbón de Lota pasó a manos de su hijo Luis. Desde joven, Isidora se integró a los negocios de su marido. En este periodo, Isidora inició la construcción del Palacio Cousiño de Lota y de su jardín, el actual Parque Isidora Cousiño. Como matrimonio, los Cousiño Goyenechea iniciaron negocios con el ferrocarril formando la Compañía de ferrocarriles del Sur
En 1873, tras la muerte de su esposo el 19 de mayo de 1873, Isidora se encargó del imperio económico dejado por este y, particularmente, de la dirección de la Compañía Explotadora de Lota y Coronel.

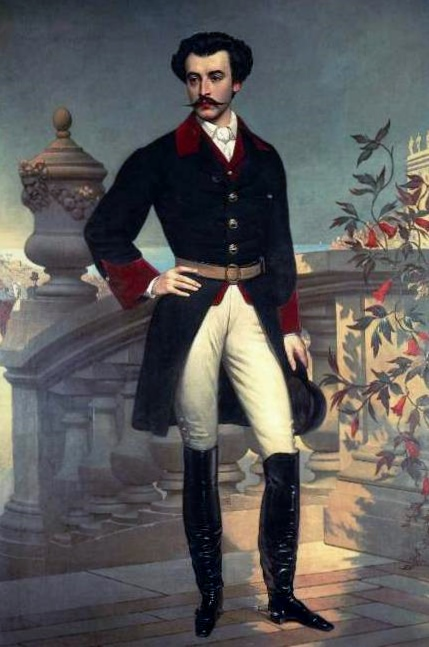
Su esposo Luis Cousiño retratado por Joseph-Désiré Court

Isidora fue una mujer adelantada a su época, inteligente, organizadora y tenaz, consiguió ampliar los negocios e introducir nuevas tecnologías en la agricultura y la minería, que traía de sus viajes a París, donde pasaba largas temporadas (el cronista chileno Eduardo Balmaceda dicen en su libro De mi tierra y de Francia, 1932, que la multimillonaria empresaria habitaba en la capital francesa "un llamativo hôtel particulier en la esquina de la Rue de Lota y de Longchamps, en el distrito XVI"). Fue la iniciadora de los primeros intentos de aclimatar el salmón en Chile, creando criaderos en el río Chivilingo.
Después de enviudar en 1873, Isidora Goyenechea llevó vestimenta de luto el resto de su vida y no rehizo su vida dedicándose de lleno a sus empresas.
De sus constantes viajes a Francia, se interesó en potenciar el negocio vitivinícola establecido por don Matías Cousiño y trajo escogidas cepas de vid para producir vino de excelencia y fue la primera empresaria chilena en la industria del vino chileno, en la hoy Viña Cousiño Macul, fabricó sus propias botellas de vidrio para la venta de vino envasado, convirtiéndose en precursora en la exportación de vino embotellado en el país..
Su fortuna era legendaria. El citado Curtis sostenía que "el Creso de América del Sur es una mujer, Donna Isadora Cousino (sic), de Santiago, Chile, y hay pocos hombres o mujeres en el mundo más ricas que ella. No hay fin a su dinero y no hay límite a su extravagancia", al tiempo que reconocía que "sus habilidades como gerente son extraordinarias, dirige cada detalle y recibe informes semanales de sus diez o doce superintendentes que son los encargados de llevar los negocios". El periódico español La Época escribía en su edición del 22 de diciembre de 1885: “La mujer más rica del mundo, según noticias que publican los periódicos de Nueva-York, lo es la Sra. Isidora Cousiño, residente en Chile: su fortuna es inmensa […] dueña de millones de hectáreas de terrenos, millones de pesos en metálico, centenares de miles de cabezas de ganado, minas de carbón, cobre y plata, palacios, señora de toda una población (la de Lota, donde radican sus propiedades mineras y donde prefiere residir para atender a sus negocios), una escuadra de vapores, un ferrocarril, fundiciones, etc. Posee además esta dama varias mansiones regias; entre ellas, una en Macul, al pie de la cual tiene viñedos, qué surten de vino a buena parte de Chile. Diez o doce mayordomos administran sus negocios, y les exige cuenta estrecha de todos los gastos o ingresos. Aunque fastuosa en su modo de vivir, es inexorable en cuestión de negocios”.
Además de visión comercial, Isidora tenía una fina sensibilidad social, rasgo poco común en la sociedad de élite de entonces. En Lota se preocupó de que se construyeran viviendas para los obreros dotadas de hornos de ladrillo y artesas de lavado, de que se pavimentaran las calles de los barrios populares; fundó el Hogar del Pequeño Cottolengo, para acoger a los niños huérfanos, y la casa de la Gota de Leche, encargada de dar diariamente dos litros de leche a cada menor desposeído; construyó el hospital de la empresa y levantó la Iglesia de Lota Alto. Lota pasó a ser de un pobre villorrio de pescadores y agricultores de subsistencia a un pueblo minero próspero en aquella época.
Durante la Guerra del Pacífico, vigiló que la producción de carbón de sus yacimientos no disminuyera, asegurando la cantidad necesaria de combustible para los navíos chilenos en combate. Además, puso a disposición del Estado chileno el  vapor Matías Cousiño, el más importante de su flota de 18 barcos, el cual prestó valiosas labores a la patria como transporte de suministros y correo.
El escritor William Eleroy Curtis (1850-1911) cuenta que la escuadra de Isidora estaba compuesta por 8 vapores de fierro construidos en Inglaterra, que usaba para llevar el carbón hasta Panamá y también, por el estrecho de Magallanes, a Buenos Aires y Montevideo. 
incluso trajo artillería con la que dotó la bocapuerto de Lota.

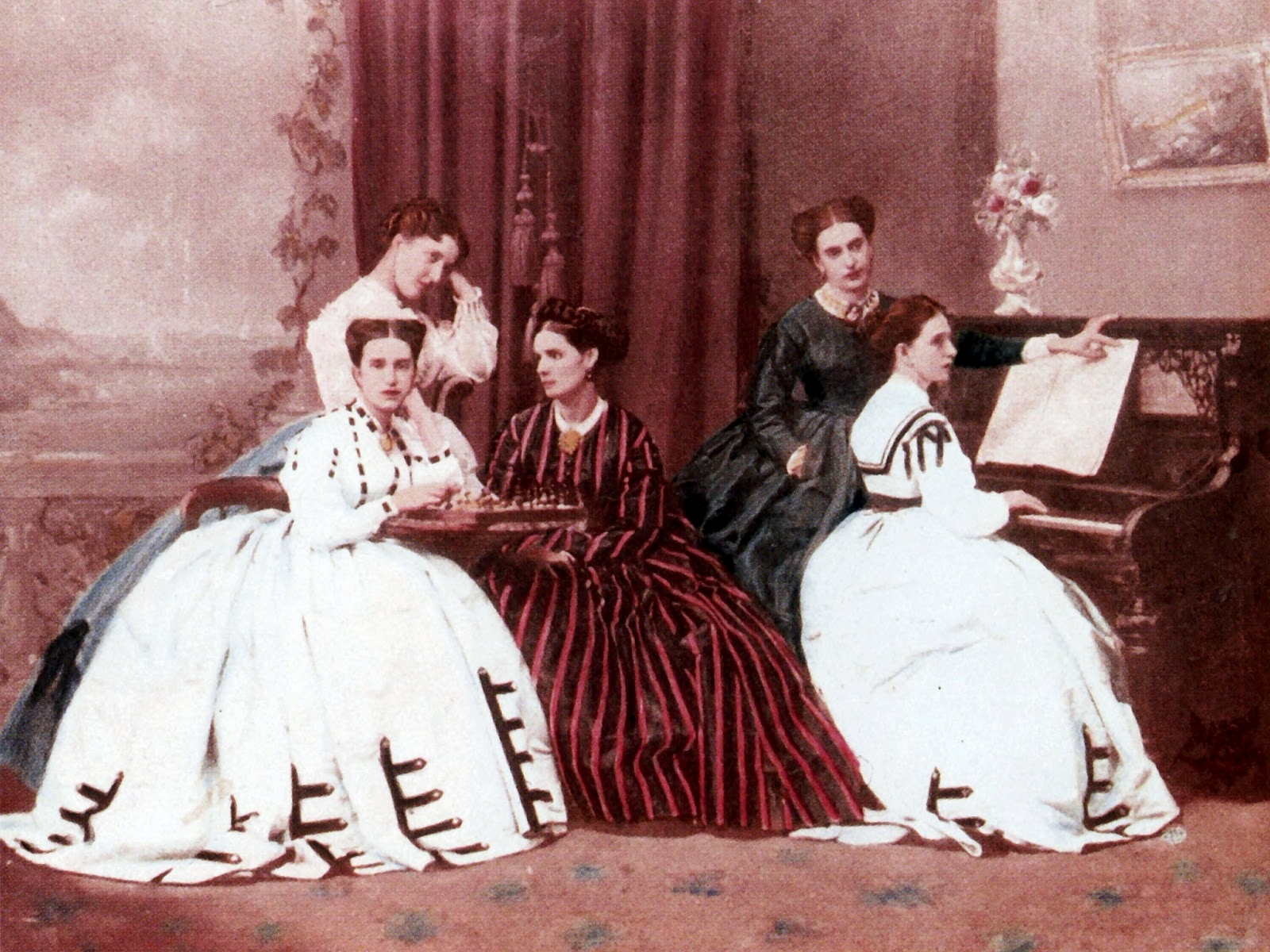
Isidora, al centro, con cuatro amigas

Para modernizar la empresa, hizo instalar la primera planta hidroeléctrica de Sudamérica, que fue encargada a la firma de Thomas Alva Edison: la central de Chivilingo, inaugurada en el verano de 1897. Luego emprendió un viaje a Europa y falleció ese mismo año siguiente en París; sus restos fueron repatriados. Parte de su fortuna fue legada para la construcción de iglesias en Lota, la Oficina Buen Retiro y para hospitales.
Aparte de las valiosas minas de carbón de Lota, fue dueña del fastuoso Palacio Cousiño (Casona de la calle Dieciocho) en el otrora exclusivo Barrio Dieciocho del siglo XIX, y del parque santiaguino del mismo nombre, hoy Parque O'Higgins; de tierras agrícolas de lo que ahora es el barrio El Golf, donde una calle lleva su nombre, de las haciendas Cousiño Macul de Santiago cordillerano y El Marco de Melipilla, propiedades urbanas en Valparaíso, además del parque Isidora Cousiño que hoy es patrimonio cultural y el Palacio Cousiño-Goyenechea que existía hasta 1963 en su interior del parque en la ciudad de Lota, donde residía habitualmente.

### Repartición de la herencia

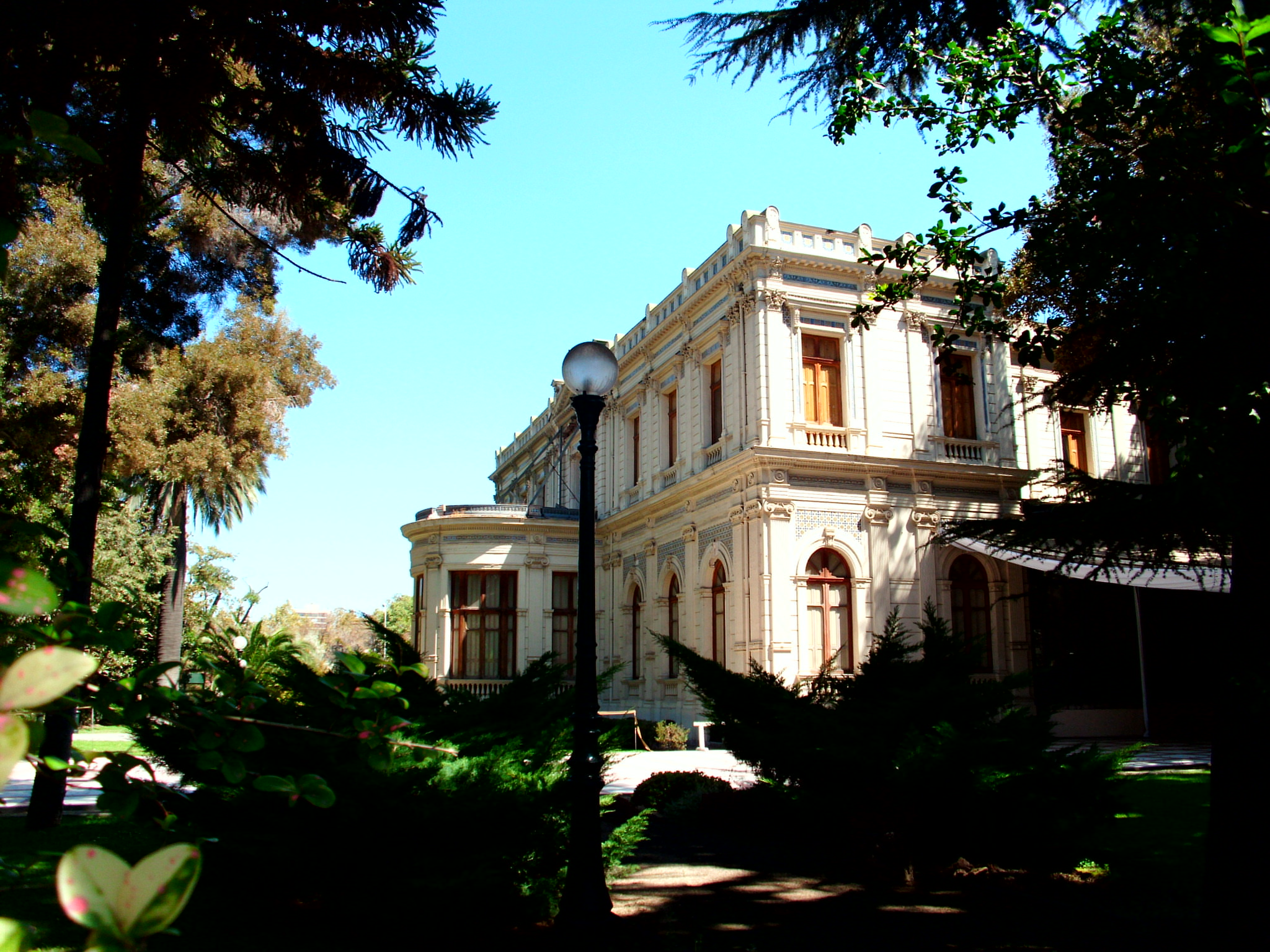
Fachada de la Casona de la calle Dieciocho o Palacio Cousiño (Santiago)

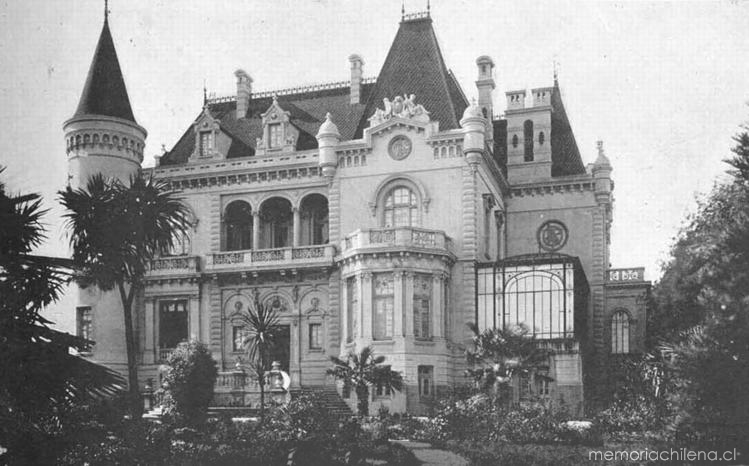
Casona o Palacio de los Cousiño de Lota, lugar habitual de Isidora Goyenechea (demolido en 1963)

La repartición de los bienes la hizo en 1900 el abogado Germán Riesco, que se convertiría en presidente de Chile al año siguiente, entre:
- (Luis) Alberto (Santiago, 20 de agosto de 1856-París, 1917) se hizo cargo de las minas de plata de Chañarcillo.
- Carlos Cousiño (9 de abril de 1859-1932) heredó las industrias mineras del carbón, posteriormente fundó la primera industria de vidrios del país y dotó de agua potable a Lota.
- (Luis) Arturo (1860-1902) heredó el palacio de Santiago, sus caballerizas y la extensa hacienda de Macul, que incluía la viña; creó con un socio la cervecería Gubler y Cousiño, que tuvo un tiempo el monopolio cervecero de la zona central y de Bolivia y que después de una fusión daría origen a la Compañía de Cervecerías Unidas.
- Adriana (1864-31 de mayo de 1948), adolecía de una enfermedad mental, por lo que fue privada de la administración de su fortuna, cuyo curador fue su hermano Carlos, que la multiplicó; nunca se casó, y era famosa por sus extremadamente generosos aportes a la iglesia e instituciones de caridad.[9] Vivió soltera y en compañía de empleados y sus familias en la desaparecida Casona Cousiño de Avenida José Pedro Alessandri número 14. Hoy en su nombre existe la Fundación "Adriana Cousiño".
- Loreto (1868-1949) obtuvo propiedades y acciones de la compañía de Lota; más tarde, junto a su marido Ricardo Lyon, erigió el barrio El Golf.
- María Luz, la menor de las hijas, que había entrado al convento parisino de las asuncionistas, murió repentinamente en 1903 en Roma y su fortuna de alrededor de 40 millones de francos acaparó las portadas de los diarios europeos por el pleito provocado por la herencia.[2]

Su nombre lo lleva una avenida del barrio El Golf en la comuna de Las Condes, famosa por sus restaurantes y sus bancas pintadas por artistas. Además, desde 2028, una estación de la futura Línea 7 (actualmente en construcción) la cual se encontrará en la intersección con las avenidas Vitacura y Andrés Bello, funcionando como combinación con la Línea 6, que será extendida desde su actual estación terminal Los Leones.

## En el cine
La actriz Consuelo Holzapfel representó el papel de Isidora Goyenechea en el filme Subterra (2003), de Marcelo Ferrari, donde se muestra el periodo anterior a la muerte de Luis Cousiño hasta que, en su viudez, asume la dirección de las minas de Lota.

## Galería

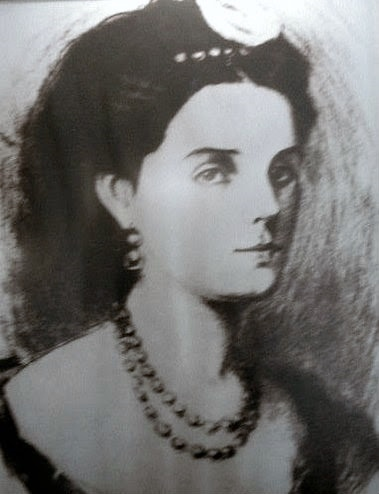
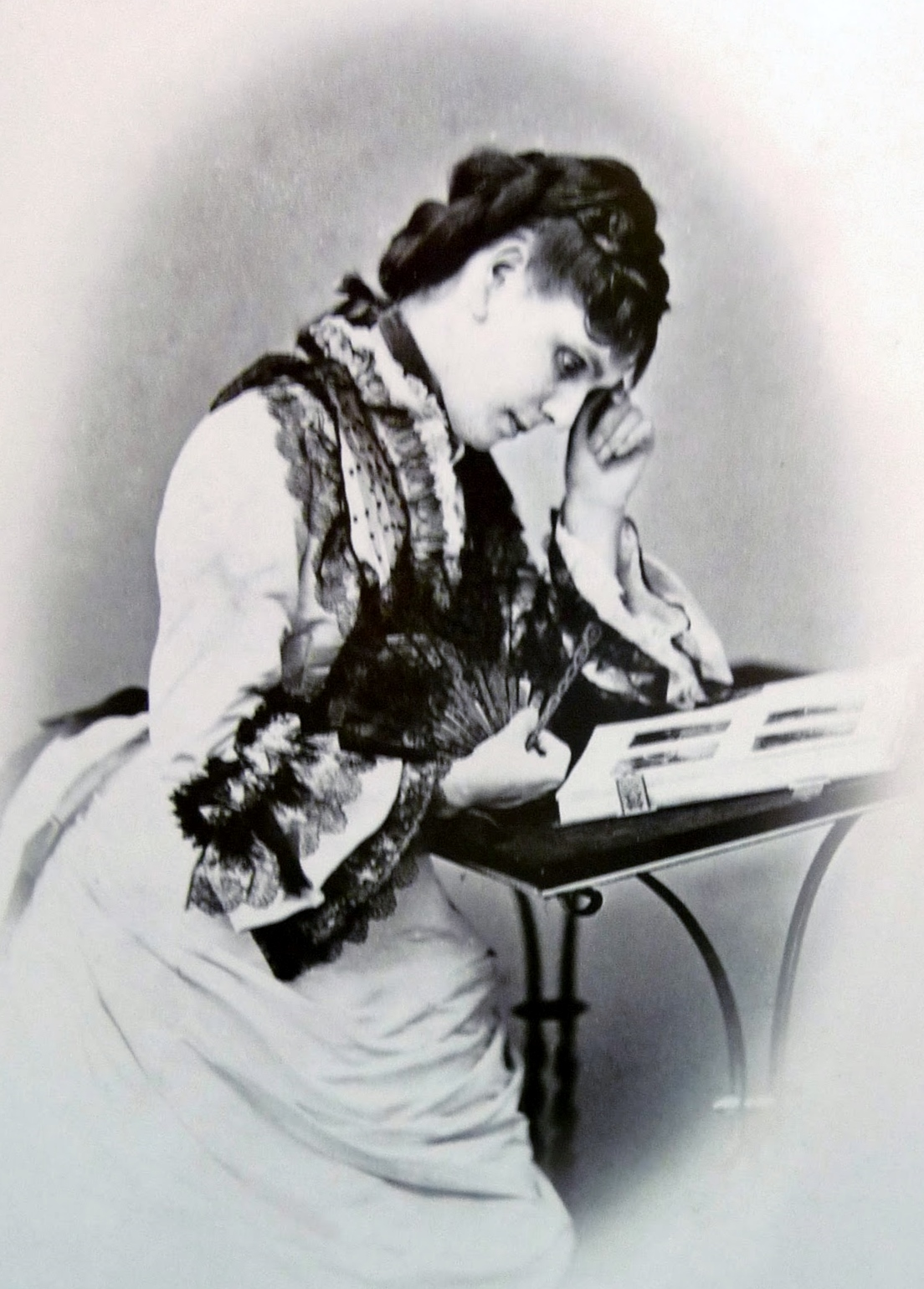

Carte de visite tomada por el famoso fotógrafo Serguéi Levitski
Foto en un baile dado por el político e historiador Manuel Antonio Tocornal
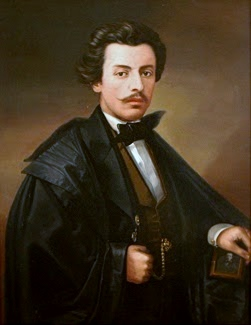
En la mano izquierda, Luis sostiene un daguerrotipo de su padre

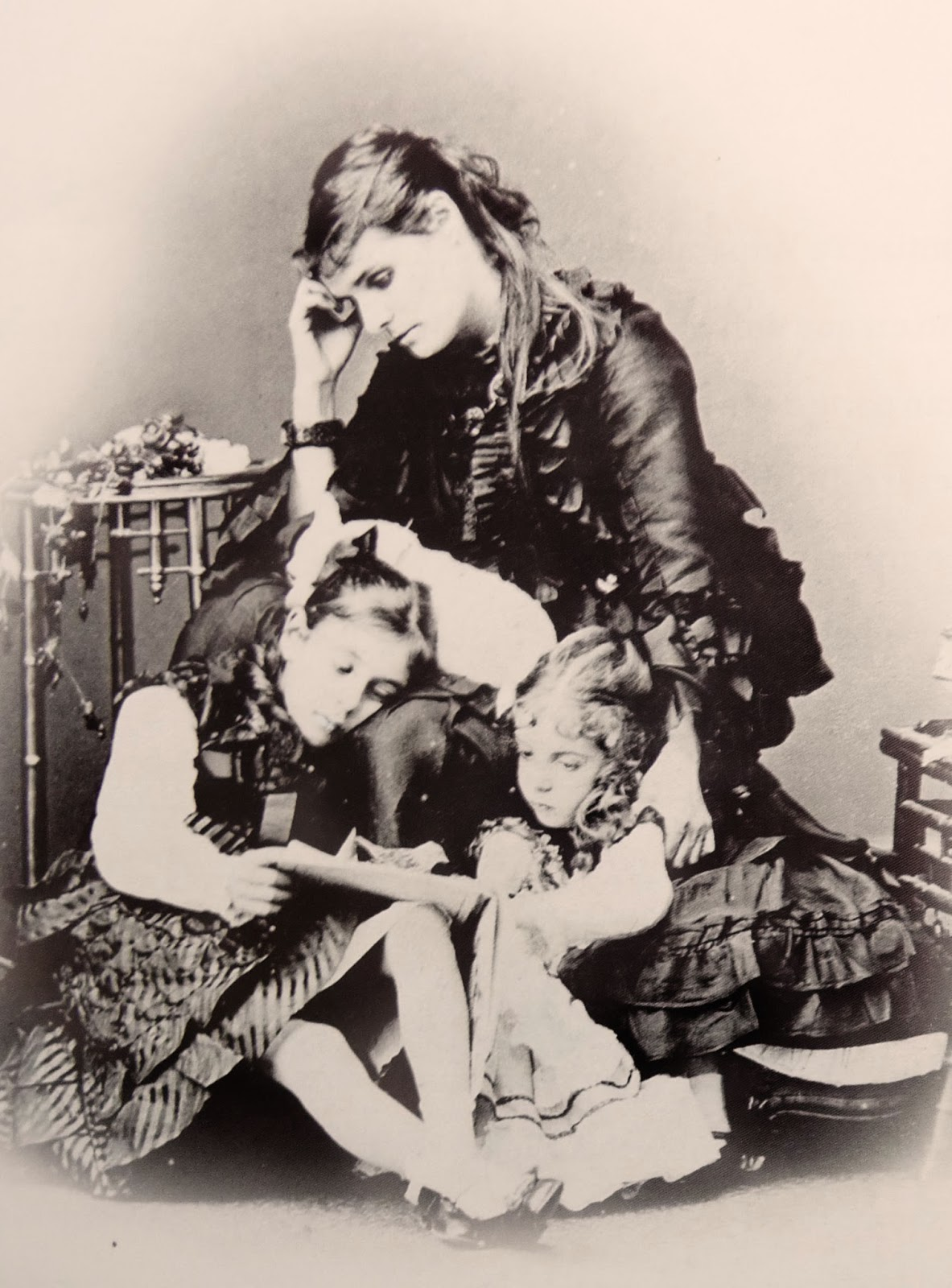
Isidora con sus hijas Adriana y Loreto
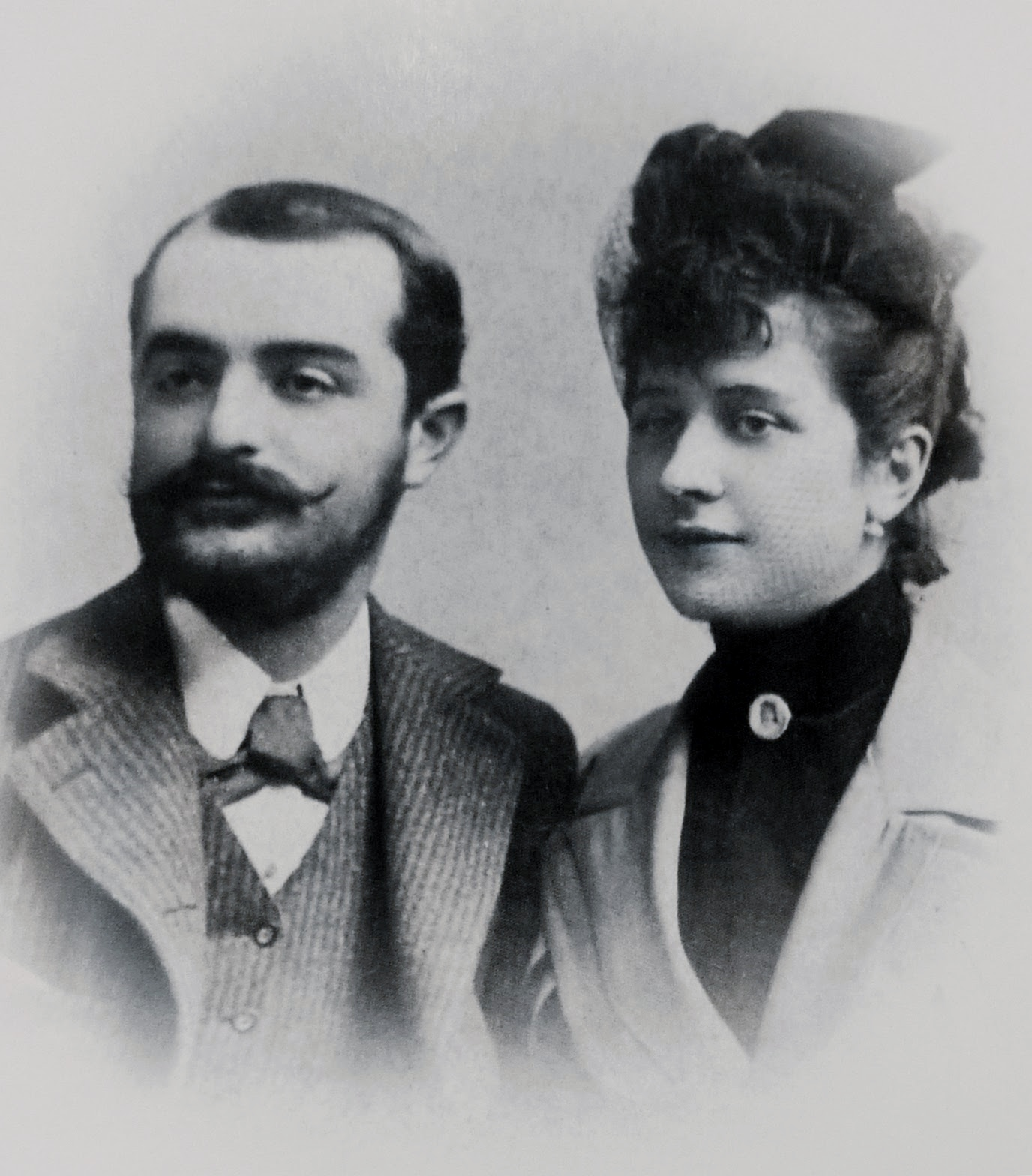
Arturo Cousiño con su esposa Olga Lyon
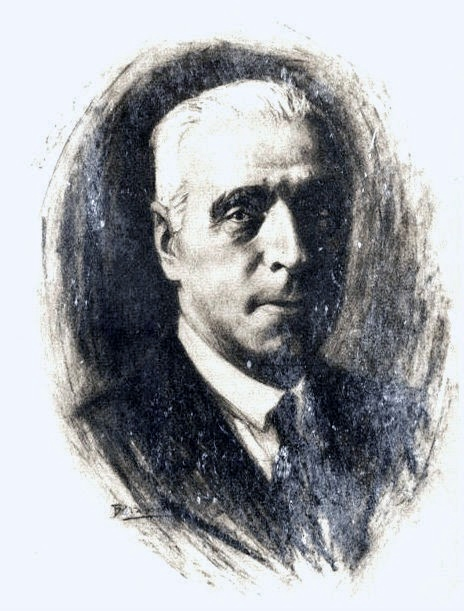
Carlos Cousiño
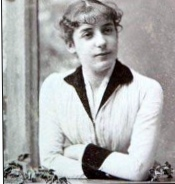
Loreto Cousiño, quien se casaría con Ricardo Lyon